# Reggenza di Wakatobi
La reggenza di Wakatobi (in indonesiano: Kabupaten Wakatobi) è una reggenza dell'Indonesia, situata nella provincia di Sulawesi Sudorientale.